# フフホト体育場
フフホト体育場（ふふほとたいいくじょう、拼音: Hūhéhàotè Tǐyùchǎng）は、中華人民共和国の内モンゴル自治区フフホト市にある多目的スタジアム。

## 概要
主にサッカーの試合に用いられる。収容人数は51,632人、敷地面積は57,737平方メートル。
現在、中国サッカー・甲級リーグに所属する呼和浩特東進がホームスタジアムとして利用している。